# Mirliton

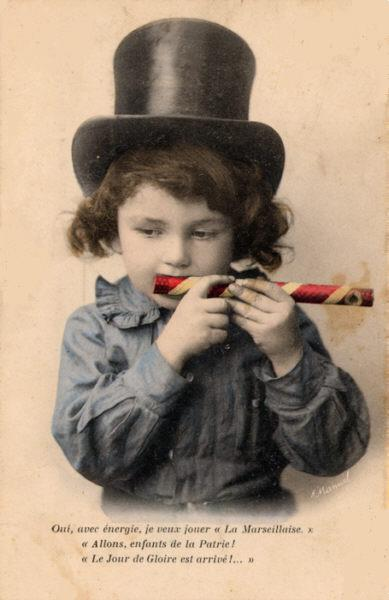
Französisches Mirliton um 1910

Mirliton (IPA: [miʁ.li.tɔ̃] aus dem Französischen) ist ein durch Luftbewegung angeregtes Membranophon, von dem nach der Art der Tonerzeugung drei Varianten unterschieden werden:
- Bei den heute überwiegend als Kinderspielzeug (Luftrüssel) verwendeten Ansingtrommeln wird eine an einem Hohlkörper befindliche dünne Membran durch Ansingen oder Ansprechen durch eine Öffnung in Schwingung versetzt, wodurch sich der Klang der Stimme verändert.
- Freie Mirlitone benötigen keinen Hohlkörper, weil die Membran wie beim Kammblasen oder beim Blasen über ein Blatt durch die Luftströmung direkt angeregt wird.
- An Resonanzkörpern von Musikinstrumenten, besonders an afrikanischen Xylophonen und an Flöten, über kleinen Löchern angebrachte Membrane verstärken und verändern den Klang.

## Ansingtrommeln

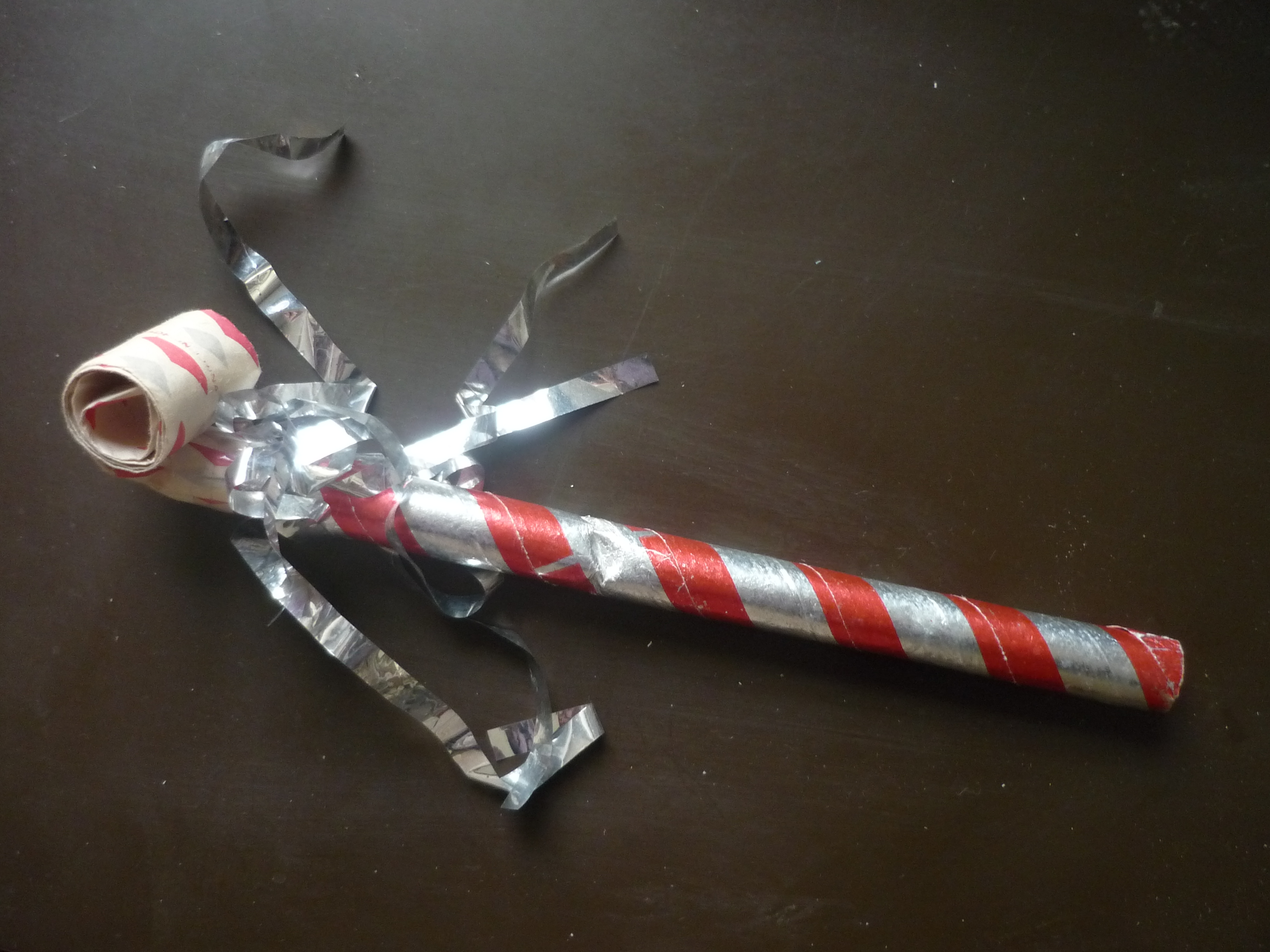
Französische Papiertröte von 1990

Die unterschiedlichen Formen der kleinen, flötenähnlichen Effektinstrumente, die als Kinderspielzeug Luftrüssel oder Rollpfeife genannt werden, bestehen aus Papier, Holz oder Kunststoff. Wird in das Mundstück hineingesprochen oder gesungen, gerät eine Membran in Schwingungen und verleiht dem Klang der Stimme eine eigentümlich nasale Klangfarbe. Das Gehäuse fungiert als Resonanzkörper und wirkt klangverstärkend. Mirlitone sind röhrenförmige Hohlkörper oder anders geformte Gefäße mit einer durch eine Membran abgedeckten Öffnung.
Der englische Name für eine besondere Form von Ansingtrommeln aus Metall oder Kunststoff ist kazoo. Ansingtrommeln waren in vielen Teilen Afrikas und Asiens alte Kultinstrumente, mit denen die menschliche Stimme in die eines jenseitigen Geistwesens verwandelt werden konnte, um mit diesem in Verbindung zu treten. Ihre Existenz lässt sich aus den mancherorts in der Volksmusik und als Kinderspielzeug erhaltenen Exemplaren rückschließen.
Bei Aerophonen wird der Ton erzeugt, indem ein Luftstrom an einer Kante (Flöte), einem vibrierenden Plättchen (Rohrblattinstrument, auch an einer Zunge) oder mit den Lippen (Blechblasinstrument) gebrochen und in Schwingungen versetzt wird. Die Membran bei einem Mirliton gerät wie das Rohrblatt eines Blasinstruments durch einen Luftstrom in Bewegung, dennoch zählen nach der Hornbostel-Sachs-Systematik Ansingtrommeln nicht zu den Aerophonen, sondern wie Schlagtrommeln zu dem Membranophonen, weil der Ton primär anderweitig entsteht und an der Membran nur klanglich verändert wird.

### Europa

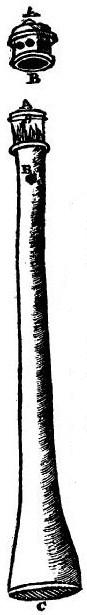
Chalumeau eunuque des Marin Mersenne von 1636/37

Ab welcher Zeit Stimmenverzerrer verwendet wurden, ist unklar. Der Archäologe Jean-Loup Ringot (2011) unternahm Versuche, einen aus dem Jungpaläolithikum stammenden Knochenfund, der als Flöte gedeutet wird, als Einfachrohrblattinstrument oder als Mirliton zu rekonstruieren. Hierzu wurde experimentell ein Stück Naturdarm über das oberste Loch gezogen, ohne es festzukleben. Naturdarm war ein in der damaligen Kaltzeit leicht verfügbares Material.
Im 16. und 17. Jahrhundert war das Mirliton in Europa als Zwiebelflöte, französisch flûte à l'onion, auch flûte eunuque, englisch eunuch flute, bekannt. Der französische Musiktheoretiker Marin Mersenne (1588–1648) bildet in seinem Werk Harmonie universelle: Contenant la théorie et la pratique de la musique von 1636/37, in welchem er akustisch-physikalische Berechnungen vornimmt und die Musikinstrumente klassifiziert, ein für seine Zeit typisches Mirliton unter dem Namen chalumeau eunuque („Chalumeau der Eunuchen“) ab. Die in das Loch B eingesungenen Töne kommen verstärkt am Trichter heraus. Das nahe Ende ist mit einer Membran abgedeckt, über die eine in der Abbildung abgezogene Kappe mit Schalllöchern gestülpt wird. Die erkennbaren Fingerlöcher sollten das Instrument als Flöte aussehen lassen. Damit ließ sich jedoch nicht die Tonhöhe, sondern nur in gewissem Umfang der Klang beeinflussen.
Ein Holzröhrchen besitzt am Ende eine Verdickung, die durch eine dünne, mit einer Zwiebelschale vergleichbare Membran geschlossen ist. Ende des 19. Jahrhunderts kam eine verbesserte Version solcher Ansingtrommeln mit einem Schalltrichter aus Messing, die Zobo genannt wurden auf den Markt (englisch zobo flute oder zobo horn). Populär wurde das Mirliton als industriell gefertigter Lärmapparat für Kinder und als Scherzartikel auf Jahrmärkten. Eine ähnliche akustische Wirkung lässt sich erzielen, wenn über einen Kamm geblasen wird.
Ein typisches selbst gefertigtes Mirliton kommt in der süditalienischen Region Kalabrien als Kinderspielzeug vor. Ein weicher Riedgrashalm wird am nahen Ende direkt am Fruchtknoten und am fernen Ende kurz vor dem nächsten Knoten abgeschnitten. Eine am nahen Ende seitlich in den Halm geschnittene ovale Öffnung diente als Blasloch. Das ferne Ende wird mit einem festgebundenen Blatt, einer Zwiebelschale oder dem Fetzen einer Serviette als Membran abgedeckt.
Alte Namen für Mirlitons in der Schweiz sind Strählorgeli und Düderli. Der französische Spielzeughersteller Romain François Bigot erfand 1883 für den Pariser Karneval Bigophone genannte, preiswert herzustellende Krachmacher aus Zink in der Form von Blechblasinstrumenten mit einem seitlichen Loch, das von einer Membran überdeckt ist. Varinette hießen ähnliche Instrumente, die in den 1920er Jahren beliebt waren.
Tschaikowski nannte einen für Querflöten komponierten Satz seiner Nussknacker-Suite (1892) danse des mirlitons.

### Asien

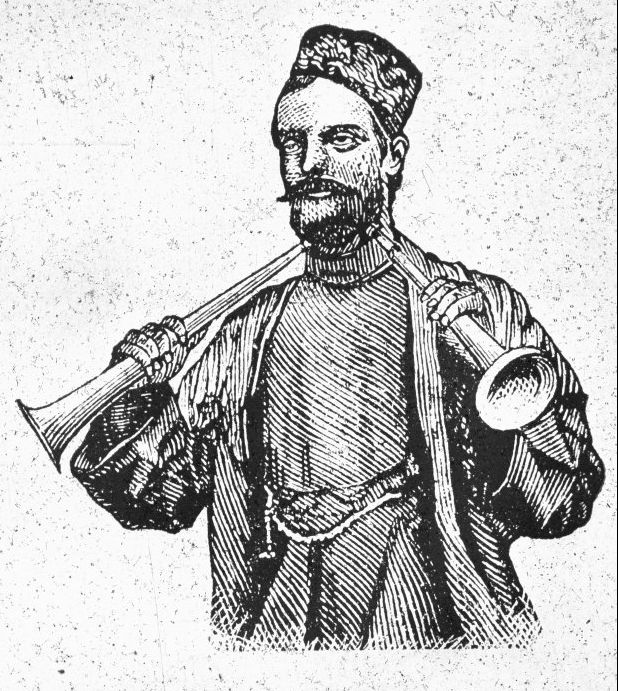
Zwei nyastaranga werden an die Kehle gehalten. Abbildung im Katalog der Musikinstrumente von Victor-Charles Mahillon, 1900

In der Türkei werden die als Kinderspielzeug dienenden Ansingtrommeln nach den Musikinstrumenten benannt, an die sie erinnern sollen, etwa kaval (endgeblasene Hirtenflöte), düdük (eine Schnabelflöte) oder allgemein mızıka, wobei mızıka ansonsten „Militärkapelle“ bedeutet und die Zusammensetzung ağız mızıkası Mundharmonika. Ein zırıltı (türkisch „plappern“, „schwatzen“) oder nârek (eventuell von arabisch nāra, „Schrei“) genanntes Instrument besteht aus einem etwa 20 Zentimeter langen, beidseitig offenen Schilfrohr oder Holunderzweig, bei dem nahe an einem Ende ein 2 × 3 Zentimeter großes Loch eingeschnitten wird. Das dortige Ende wird mit einem Wachspapier verschlossen. Der Spieler hält die Lippen an die seitliche Öffnung und spricht kurze abgehackte Silben („di, di, di...“) hinein. Das zırıltı diente im türkischen Schattenspiel Karagöz als Signalinstrument zu Beginn der Aufführung und begleitete geräuschvoll den Auftritt von Raubtieren oder Monstern.
Die in Indien und Bangladesch verwendete nyastaranga ist eine 40 bis 50 Zentimeter lange, leicht konische Messingröhre in Trompetenform, also mit einem auswärts gebogenen Schallbecher. Unterhalb der oberen Öffnung, die wie ein Mundstück aussieht, befindet sich in der Röhre eine Engstelle, die durch eine dünne Membran abgedeckt ist. Der Spieler hält zwei dieser „Rachentrompete“ (englisch throat trumpet) genannten Instrumente an seine Kehle, während er ein summendes Geräusch produziert oder singt. Die Schwingungen übertragen sich auf die Membran und werden von der Röhre verstärkt. Weil die winzige Membran kaum zu erkennen ist, wurde das nyastaranga in der Literatur häufig fälschlich eine „Trompete“ genannt.

### Afrika
In derselben Form, nur aus einem Röhrenknochen hergestellte Mirlitone dienten in Afrika ursprünglich sakralen Zwecken, etwa als Ritualinstrumente beim Totenkult oder bei der Anrufung personifizierter Ahnengeister. Magier verwendeten Mirlitone, weil sie zur Kontaktaufnahme mit jenseitigen Wesen ihre Stimme verändern mussten. Ein Stimmenverzerrer konnte auch die Botschaften des im Ritual anwesenden Geistes vermitteln. Beim Dodo-Besessenheitskult in Nordnigeria sprach der unsichtbare Dodo-Geist aus einem eigens für ihn errichteten Kulthaus mit einem aus einer Kalebasse hergestellten Stimmenverzerrer zu den initiierten Männern. Die Bafia in Kamerun stellten zu ähnlichen Zwecken nach einer Beschreibung von 1934 Mirlitone aus menschlichen Röhrenknochen oder aus Leopardenknochen her, deren eines Ende sie durch einen mit Wachs angeklebten Kokon einer Spinne abdeckten. Solche Mirlitone durften nur von männlichen Erwachsenen oder Medizinmännern eingesetzt und mussten vor Nichtinitiierten sorgfältig verborgen werden. Jungen sangen stattdessen in einen Elefantengras-Stängel, in den seitlich zwei Öffnungen eingeschnitten waren: ein Blasloch und ein mit einer Membran abgedecktes Loch. Maskentänzer der westafrikanischen Senufo sprechen beim Ritual für einen Verstorbenen, der in eine Decke gewickelt am Boden liegt, in ein Mirliton und wollen so in Kontakt mit ihm treten, während sie gleichzeitig mit einem Fliegenwedel sanft über ihn hinwegstreichen. Die Idoma in Zentral-Nigeria verändern den Klang ihrer Stimme mit dem Vogelknochen-Mirliton ɔgakwú, das mit einem Spinnenkokon versehen ist. Ähnliche Instrumente gibt es im Süden Nigerias.
Ein rituell verwendetes Kalebassen-Mirliton ist das engwara der Busoga im Osten von Uganda. Es besteht aus dem abgeschnittenen Hals eines Flaschenkürbis, dessen offenes Ende mit einer Spinnenmembran überzogen ist. Mit einem seitlich eingeschnittenen Anblasloch ähnelt das engwara einer quer geblasenen Kalebassentrompete. Beim Besessenheitskult und Heilungsritual baswezi (nswezi) singen Frauen in die Öffnung hinein, wenn sie mit den Stimmen der Geister in Kontakt treten wollen. Ansonsten waren in Uganda nach Beobachtungen in den 1940er Jahren Mirlitone als Kinderinstrumente weit verbreitet. Diese bestanden aus durch ein Loch in der Mitte quer geblasenen Röhrchen mit einer Spinnenmembran an einem Ende. Als Röhrchen verwendeten die Kinder der Baganda eine Blattrippe eines Papayabaums, die Kinder der Batoro einen dünnen Bambusabschnitt und die Mädchen der Basoga bliesen in das abgeschnittene dünne Ende eines Flaschenkürbis. Bei den Lango im zentralen Norden Ugandas wurden die Mirlitone wesentlich größer, ungefähr so groß wie die quer geblasenen Kalebassentrompeten eggwara (vgl. waza) angefertigt und nach diesen benannt.
Eine Übernahme von Elementen der kolonialzeitlichen britischen Marschmusik in die traditionelle Musik Malawis führte zu den malipenga (Singular lipenga) oder mganda genannten Marschmusikensembles. Jungen begannen in der Mitte des 20. Jahrhunderts, die britischen Trommeln und Blasinstrumente mit ihren bescheidenen Möglichkeiten nachzubauen. Anstelle der Trompeten und Hörner nahmen sie längliche Kalebassen, an deren Ende sie eine Öffnung schnitten und diese mit einem Spinnenkokon überklebten. Der Name des Mirlitons, lipenga, bedeutet „Horn“. Die unter den Tonga entwickelten neo-traditionellen malipenga-Ensembles wurden später auch bei den Tumbuka beliebt.
In den 1950er Jahren war in Angola und Mosambik ein von portugiesischer Volksmusik beeinflusster Gitarrenstil populär. Die Sänger begleiteten ihre Geschichten über den Alltag auf der Gitarre und bliesen zugleich ein musengere genanntes Mirliton. In der Region Kivu im Osten des Kongo verwenden die Nyanga zwei Mirlitone, die kabiri und nyakimpiriiti heißen und als besonders heilig gelten. Bei Initiationsritualen singen und sprechen Männer hastig und unartikuliert in die Mirlitone, sodass die Worte unverständlich werden und nur noch Töne hörbar sind. Das kabiri repräsentiert das führende, männliche, spirituelle Wesen des Rituals, während das nyakimpiriiti eine ungefähre weibliche Entsprechung darstellt. Klanglich steht eine tiefe Stimme einem hohen Kreischen gegenüber.
Nach dem Ende des Ersten Weltkrieges entstanden in Malawi und benachbarten Ländern im südöstlichen Afrika in Anlehnung an britische Militärblaskapellen, die bei Paraden aufmarschierten, Musik- und Tanzensembles, die meist mit weißer Kleidung im Stil von Kolonialuniformen auftreten. Sie heißen boma, benannt nach den kolonialzeitlichen Verwaltungsgebäuden Boma. Bei der Ensembleformation Malipenge Boma in Malawi ersetzen Kalebassen-Mirlitone (malipenga, Singular lipenga) die europäischen Trompeten der Militärkapellen als Melodieinstrumente. Ergänzt werden sie von Trommeln und Gesangsstimmen. Die Kalebassen kommen in zwei Größen vor: Die hoch tönenden bestehen aus einer kleinen dünnen, wie ein Horn gebogenen Kalebasse mit einem offenen vorderen Ende, einem mit einem Spinnenkokon geschlossenen hinteren Ende und einem seitlichen Anblasloch daneben. Die großen, tief tönenden Hörner werden am hinteren Rohrende angesungen und haben kein Mirliton. Die Kalebassen-Trompeten und der Chor produzieren alternierend die Melodie, während sich die Tänzer in militärähnlichen Formationen mit übersteigerten, manierierten Posen bewegen.

### Mittel- und Südamerika
In verschiedenen Gegenden Mexikos verwendeten Jäger einfache röhrenförmige Mirlitone, um Tierlaute zu imitieren und das Jagdwild anzulocken. Ein Lockinstrument für Tiere heißt in Mexiko gamitadera (von spanisch gamo, „Hirsch“). Die Röhre bestand aus Schilfrohr oder Tierknochen, deren eines Ende mit einer Membran geschlossen war. Durch ein Loch an der Seite wurde hineingesungen. Im Bundesstaat Guerrero verwendete man üblicherweise als Membran einen getrockneten Fledermausflügel, ansonsten Tierdarm.
Die zentralamerikanischen Miskito kennen ein turu-turu genanntes Mirliton von drei Zentimetern Länge, das aus zwei von Bienenwachs umgebenen Schilfrohrstücken mit einem dazwischen gesteckten Fledermausflügel besteht.

## Freie Mirlitone
Beim Kammblasen entstehen Effektgeräusche, wenn die Atemluft gegen die möglichst feinen Zinken eines Kamms und die darüber gefaltete, beide Seiten des Kamms überdeckende Membran aus dünnem Papier, Stanniolpapier oder Plastikfolie geblasen wird. Der Spieler hält den Kamm gegen die Lippen, während er singt oder spricht. Die einfachste Form eines freien Mirlitons ist ein zwischen Daumen und Zeigefinger beider Hände vor den Mund gehaltenes Blatt. Eine etwas antiquierte Bezeichnung für ein freies Mirliton ist Näselhäutchen. Dieses Wort taucht etwa bei der Beschreibung von Samuel Becketts 1978 erschienener Verssammlung Mirlitonnades auf. Der Titel ist eine von „Mirliton“ abgeleitete Wortschöpfung des Dichters und bezieht sich auf den französischen Ausdruck vers de mirliton, der „Knüttelvers“ bedeutet, sich aber hier auf schlechte holprige Reime bezieht, wie sie auf dem billigen Papier gedruckt sind, das man für ein Mirliton oder eine gerollte Papiertröte verwendet.
Freie Mirlitone, die aus gefalteten oder aufgerollten Grashalmen oder Pflanzenstängeln bestehen, sind neben Europa unter anderem aus Zentral- und Ostafrika, China, der Südsee, Kanada und Brasilien bekannt, wo sie zur Unterhaltung und früher auch für magische Zeremonien verwendet wurden.
Der osmanische Reiseschriftsteller Evliya Çelebi (1611 – nach 1683) erwähnt ein „Kamm-Blasinstrument“ mit einem arabischen Namen, von dem nur zu vermuten ist, dass es sich auf einen Kamm mit Papier bezieht. Eine frühe Abbildung eines Kammbläsers in Italien findet sich in dem Werk Gabinetto armonico pieno d'instrumenti sonori („Schaukasten der Musikinstrumente“) von 1723 des italienischen Jesuitenpriesters und Naturforschers Filippo Bonanni. Position und Größe des Kamms sind nicht realistisch dargestellt, vielleicht um die Zinken des Kamms besser zu zeigen.
In Kambodscha besteht das freie Mirliton slekk aus einem dicken Baumblatt. Der Spieler faltet das Blatt in der Länge, hält es zwischen seine Lippen und bläst gegen die gefaltete Kante. Das slekk wird meist solo zur Unterhaltung gespielt, seltener im populären Orchester vung phleng kar, das bei Hochzeiten (kar) aufspielt. Neben dem slekk gehören zu diesem Ensemble ein Sänger, das Doppelrohrblattinstrument pey prabauh, die Stabzither kse diev, die dreisaitige Röhrenspießgeige tror Khmer, die zweisaitige Zupflaute chapey dang veng, die Bechertrommel skor arakk und die Zimbeln chhing.
Jugendliche der in Südchina lebenden Miao und verwandter Ethnien blasen über ein cugenao (chinesisch muye) genanntes Blatt, um in einem hohen klaren Ton die menschliche Stimme nachzuahmen. Dabei entstehen wohlklingende Melodien, mit denen junge Männer Liebesgefühle ausdrücken wollen und auf eine Reaktion der Mädchen warten. Verwendet wird ein Blatt der Stechpalme (Ilex) oder ein anderes festes frisches  Blatt. Das in der Mitte gefaltete Blatt sollte etwa 5,5 Zentimeter lang und 2,2 Zentimeter breit sein. Plastikfolie kann einen Ersatz darstellen. Das cugenao kann solo oder mit anderen Instrumenten eingesetzt werden. Häufig intonieren die Miao damit Liebeslieder (Brautwerbelieder youfang) oder Trinklieder. Wenn junge Männer in der Provinz Wenshan bei Festen oder privaten Feiern cugenaos ertönen lassen, sitzen ihnen Mädchen gegenüber und spielen dazu Maultrommeln. Andere Namen für die Tonerzeugung mit einem Blatt in Südchina sind hei bu long bei den Miao, ba may bei den Dong (Kam), bis und mboy-mayx bei den Zhuang und pei ni bei den Yi. Das Blasen auf einem Blatt ist in China mindestens seit der Tang-Dynastie bekannt, denn es wird in der von Du You verfassten und im Jahr 801 abgeschlossenen Enzyklopädie Tongdian erwähnt.
Die australischen Aborigines verwenden für ihr gumleaf Blätter von Eukalyptus-Arten. Üblicherweise wird das Blatt mit den Zeigefingern und Mittelfingern beider Hände quer vor den Mund gehalten und gegen die Unterlippe gepresst. An der Oberlippe liegt das Blatt leicht an. Beim Blasen gerät die zwischen der Oberlippe und dem vibrierenden Blatt entweichende Luft in periodische Schwingung.
Die Chokwe in Angola besitzen Ritualmasken, die zur Initiationsschule (mukanda) der Jungen gehören und nur während der Initiationszeit in einem abgegrenzten Gehege verwendet werden dürfen. Hinter der Mundöffnung mancher Holzmasken (Plural makisi, ebenfalls Bezeichnung des männlichen Maskenträgers) ist der Kokon einer bestimmten Spinne (candawuli) befestigt. Dieses Mirliton (lundandji) besteht aus einem mit der Spinnenmembran beklebten Kalebassenhals und verfremdet die Stimme. Dadurch bringt es für die Initianten zum Ausdruck, dass die Stimme eines Geistes zu hören ist. Verschiedene Masken produzieren ein pfeifendes Windgeräusch, einen hupenden oder – bei einer Maske, die ein Hausschwein repräsentiert – einen zittrigen Ton.

## Membrane an Musikinstrumenten

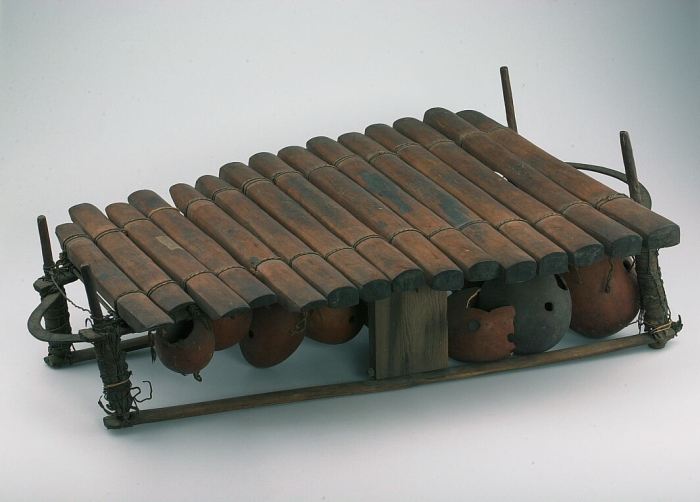
Rahmenxylophon aus Zentralafrika, vor 1887. Über die seitlichen Öffnungen der Kalebassenresonatoren waren Mirlitone geklebt.

Des Weiteren bezeichnet Mirliton die mit einer papierdünnen Membran überklebte Öffnung an den Resonanzkörpern von Schlag-, Blas- und Saiteninstrumenten. Durch Luftschwingungen im Innern wird die Membran angeregt, was die Lautstärke erhöht und den Klang verändert. Solche aus einem Spinnenkokon oder aus Zigarettenpapier bestehenden Membrane sind für die Kalebassenresonatoren afrikanischer Xylophone, etwa des balafons oder der valimba typisch und kommen auch an einigen Saiteninstrumenten wie der Kerbstegzither mvet vor. Vor der Aufführung prüft der Xylophon-Spieler die korrekte Spannung der aufgeklebten Mirlitone, wie der Trommler erforderlichenfalls die Fellspannung an der Verschnürung oder durch Erwärmen seiner Trommel einstellt.
Zu den traditionellen Insignien der Oberhäupter bei den Chokwe in Angola gehört die sanduhrförmige Trommel mukupela. In früheren Zeiten wurden mikupela (Plural von mukupela) ausschließlich zur Ankündigung eines Krieges geschlagen, außerdem bei der Amtseinführung oder dem Tod eines Herrschers. Der laute Ton der Trommel rührt von einem kurzen Stück eines Kalebassenhalses, das mit einem Spinnenkokon abgedeckt ist und in einem Loch im hölzernen Korpus steckt.
Das bekannteste Instrument in Zentral- und Südamerika mit einem Mirliton ist die marimba. Traditionell wurde ein Spinnenkokon mit Bienenwachs angeklebt, in Nicaragua wird für dieses Xylophon heute üblicherweise getrockneter Schweinedarm verwendet.
Die historische Kalebassentrompete zumbador der Mixteken besaß ein Mirliton. Bei den zur Otomangue-Sprachfamilie gehörenden indigenen Pame in Mexiko ist die Flöte mitote mit einer Spinnweb-Membran ausgestattet. Die Pame-Flöte ist 35 bis 55 Zentimeter lang und besteht aus einem Schilfrohr (carrizo) mit vier Fingerlöchern. Auf ein weiteres Loch vor dem unteren Ende ist mit Wachs ein Spinnenkokon geklebt.
Archäologische Funde legen nahe, dass es in vorkolumbianischer Zeit in der Hueta-Kultur (800–1200) in Costa Rica Schnabelflöten mit Mirlitonen gab. Zwei zoomorphe Tonflöten von 12 und 14 Zentimetern Länge besaßen am fernen Ende eine Öffnung, die mit einem Mirliton überdeckt gewesen sein muss.
Mirlitone kommen in Ostasien an mehreren Flöten vor: an der chinesischen Bambusquerflöte dizi, die neben sechs Grifflöchern noch über ein mokong genanntes Loch verfügt, das mit einer Bambus- oder Papiermembran beklebt ist, an der mit ihr verwandten mongolischen Querflöte limbe und an der daegeum, einer ähnlichen langen Querflöte aus Korea. In China besteht die Membran (chinesisch di-mo) üblicherweise entweder aus der dünnen inneren Haut eines Bambusrohrs (ju-mo), aus einer etwas dickeren inneren Schicht eines Schilfrohrs (lu-mo) oder gelegentlich einer Zwiebelschale. Notfalls funktioniert auch eine dünne Plastikfolie. Als Klebstoff dienen unterschiedliche, in der Küche verfügbare Flüssigkeiten mit einer gewissen Haftkraft oder der Kleber von Briefmarken. Des Weiteren besitzen Mirlitone die koreanische Bambusquerflöten daegeum und junggeum, die koreanische Bambuslängsflöte tungso, die thailändische Kerbflöte khlui und die burmesische Längsflöte palwei.
Eine Übergangsform zwischen den Klang der Stimme verändernden Ansingtrommeln und einen eigenen Ton erzeugenden Flöten stellen Gefäßflöten im nigerianischen Bundesstaat Plateau dar, die aus der Fruchtschale von Oncoba spinosa, eines zu den Weidengewächsen gehörenden Baumes, hergestellt werden. Der Spieler bläst über das obere Loch und kann, indem er zwei weitere Löcher mit den Fingern abdeckt, drei bis vier Töne mit ungenauen Intervallen produzieren. Die Gefäßflöte wird von Jägern als Signalinstrument verwendet oder um sich draußen mit Musik zu unterhalten. Bei einer Variante ist eines der Löcher in der Schale mit einem Spinnenkokon überklebt. Der Spieler kann wahlweise in die Gefäßflöte sprechen oder blasen.
Eine eigene Gruppe von Blasinstrumenten – nicht Membranophonen – sind die Membranopipes, bei denen eine über eine Öffnung gespannte Membran, wenn sie durch einen Luftstrom angeregt wird, wie bei einem Rohrblattinstrument periodisch Luft durch die Öffnung lässt, sodass die Luftschwingungen in der nachgeschalteten Röhre einen Ton produzieren.